# Osogóra
Osogóra (niem. Friedrichstabor) – osada w Polsce, położona w województwie lubuskim, w powiecie świebodzińskim, w gminie Świebodzin.

## Historia
Osogóra powstała w 1774 roku, jako nowe osiedle dla niemieckich kolonistów w ramach akcji zwanej kolonizacją frederycjańską. Dziesięć działek wydzielono z dominium w Rakowie, zapewniając dla przyszłych kolonistów po 10 ha gruntów rolnych na każde gospodarstwo. Osogóra posiada jednolite założenie osadnicze ze szczytami domów skierowanymi ku drodze, za którymi były zlokalizowane budynki gospodarcze. Wieś około 1790 roku była zamieszkiwana przez dziesięć rodzin i mniej więcej podobna liczba utrzymała się aż do dziś, na przeszkodzie w rozwoju wsi zaważyło położenie na uboczu głównych dróg, słabe gleby oraz znaczna odległość od Świebodzina.
Do 2024 r. miejscowość była przysiółkiem wsi Rudgerzowice. W latach 1975–1998 przysiółek administracyjnie należał do województwa zielonogórskiego.